# Карл Гіссер
Карл Гіссер (нім. Karl Gießer, 29 жовтня 1928 — 15 січня 2010) — австрійський футболіст, що грав на позиції півзахисника, зокрема, за клуб «Рапід» (Відень), а також національну збірну Австрії.
Семиразовий чемпіон Австрії. Володар Кубка Австрії. Володар Кубка Мітропи. 

## Клубна кар'єра
У футболі дебютував 1949 року виступами за команду «Рапід» (Відень), в якій провів п'ятнадцять сезонів, взявши участь у 242 матчах чемпіонату.  За цей час сім разів виборював титул чемпіона Австрії, ставав володарем Кубка Мітропи.
Завершив професійну ігрову кар'єру у клубі «Ред Стар» (Відень), за команду якого виступав протягом 1964—1965 років.

## Виступи за збірну
1954 року дебютував в офіційних матчах у складі національної збірної Австрії. Протягом кар'єри у національній команді провів у її формі 4 матчі.
Був присутній в заявці збірної на чемпіонаті світу 1954 року у Швейцарії, але на поле не виходив.
Помер 15 січня 2010 року на 82-му році життя.

## Титули і досягнення
- Чемпіон Австрії (7):

«Рапід» (Відень): 1950—1951, 1951—1952, 1953—1954, 1955—1956, 1956—1957, 1959—1960, 1963—1964
- Володар Кубка Австрії (1):

«Рапід» (Відень): 1960—1961
- Володар Кубка Мітропи (1):

«Рапід» (Відень): 1951
- Бронзовий призер чемпіонату світу: 1954